# 陳彥翔縱火案
2022年6月15日晚，台灣男子陳彥翔因家務和金錢糾紛與家人發生衝突，遂在自家位於新竹市東區東大路一段與中央路交叉路口附近的輪胎行持汽油點燃停放在一樓的四輛機車，火勢瞬間蔓延整個鐵皮屋，造成一家八人死亡。

## 案情
該次火災現場為橫濱輪胎銷售及更換的店面，俗稱汽修廠。店面外觀為二層樓鐵皮屋，裡外堆放輪胎，店名為正義輪胎，一樓為店面、二樓為住家。許多台灣的店面，尤其是工廠，為省下租金，皆使用住宅和商辦混合型的房屋做為店面。火災後已變廢墟，6月28日夷為平地。專家更指出，由於逃跑時間只有三秒，想成功逃生的機會「不到1％」。
據倖存父親所說，6月15日22時，小兒子當天先跟媽媽爆發爭執，又跟父親吵架，至加油站購買600元20公升的汽油後回家潑灑於路邊停放的機車，再用打火機點燃衛生紙後丟向被潑灑一地的汽油，瞬間火勢蔓延整個鐵皮屋並伴隨爆炸。由於火勢迅速，屋內家人逃生困難，導致屋內只有父親倖存。而大哥因為在軍中服役而躲過一劫。後續警方調查發現，陳嫌長期與父母討錢，6月15日晚間又被訓話，疑似一氣之下才購買汽油縱火，陳嫌經常伸手向父母索取金錢而挨罵，推測舊事重演，陳嫌一氣之下才縱火。

## 死者
- 姓名資料來自於起訴書

|               |               |               |               |               |               |             |             |             |             |        |        | 陳秉成      | 陳秉成      | 陳秉成      | 陳秉成      | 陳秉成        | 陳秉成        |               |               | 林麗春 （56） | 林麗春 （56） | 林麗春 （56） | 林麗春 （56） | 林麗春 （56） | 林麗春 （56） |               |               |               |               |             |             |               |               |               |               |               |               |
|               |               |               |               |               |               |             |             |             |             |        |        | 陳秉成      | 陳秉成      | 陳秉成      | 陳秉成      | 陳秉成        | 陳秉成        |               |               | 林麗春 （56） | 林麗春 （56） | 林麗春 （56） | 林麗春 （56） | 林麗春 （56） | 林麗春 （56） |               |               |               |               |             |             |               |               |               |               |               |               |
|               |               |               |               |               |               |             |             |             |             |        |        |             |             |             |             |               |               |               |               |               |               |               |               |               |               |               |               |               |               |             |             |               |               |               |               |               |               |
|               |               |               |               |               |               |             |             |             |             |        |        |             |             |             |             |               |               |               |               |               |               |               |               |               |               |               |               |               |               |             |             |               |               |               |               |               |               |
| 林筠霏 （28） | 林筠霏 （28） | 林筠霏 （28） | 林筠霏 （28） | 林筠霏 （28） | 林筠霏 （28） |             |             | 陳彥瑀      | 陳彥瑀      | 陳彥瑀 | 陳彥瑀 | 陳彥瑀      | 陳彥瑀      |             |             | 陳彥翔 （31） | 陳彥翔 （31） | 陳彥翔 （31） | 陳彥翔 （31） | 陳彥翔 （31） | 陳彥翔 （31） |               |               | 曾沛帆 （34） | 曾沛帆 （34） | 曾沛帆 （34） | 曾沛帆 （34） | 曾沛帆 （34） | 曾沛帆 （34） |             |             | 陳佩君 （28） | 陳佩君 （28） | 陳佩君 （28） | 陳佩君 （28） | 陳佩君 （28） | 陳佩君 （28） |
| 林筠霏 （28） | 林筠霏 （28） | 林筠霏 （28） | 林筠霏 （28） | 林筠霏 （28） | 林筠霏 （28） |             |             | 陳彥瑀      | 陳彥瑀      | 陳彥瑀 | 陳彥瑀 | 陳彥瑀      | 陳彥瑀      |             |             | 陳彥翔 （31） | 陳彥翔 （31） | 陳彥翔 （31） | 陳彥翔 （31） | 陳彥翔 （31） | 陳彥翔 （31） |               |               | 曾沛帆 （34） | 曾沛帆 （34） | 曾沛帆 （34） | 曾沛帆 （34） | 曾沛帆 （34） | 曾沛帆 （34） |             |             | 陳佩君 （28） | 陳佩君 （28） | 陳佩君 （28） | 陳佩君 （28） | 陳佩君 （28） | 陳佩君 （28） |
|               |               |               |               |               |               |             |             |             |             |        |        |             |             |             |             |               |               |               |               |               |               |               |               |               |               |               |               |               |               |             |             |               |               |               |               |               |               |
|               |               |               |               |               |               |             |             |             |             |        |        |             |             |             |             |               |               |               |               |               |               |               |               |               |               |               |               |               |               |             |             |               |               |               |               |               |               |
|               |               |               |               | 陳O語 （1）   | 陳O語 （1）   | 陳O語 （1） | 陳O語 （1） | 陳O語 （1） | 陳O語 （1） |        |        | 陳O聖 （6） | 陳O聖 （6） | 陳O聖 （6） | 陳O聖 （6） | 陳O聖 （6）   | 陳O聖 （6）   |               |               | 陳O菲 （5）   | 陳O菲 （5）   | 陳O菲 （5）   | 陳O菲 （5）   | 陳O菲 （5）   | 陳O菲 （5）   |               |               | 陳O晟 （2）   | 陳O晟 （2）   | 陳O晟 （2） | 陳O晟 （2） | 陳O晟 （2）   | 陳O晟 （2）   |               |               |               |               |

1. ↑  火災現場唯一倖存者[10]
2. ↑  陸軍6軍團33化兵群上尉軍官，在軍中服役躲過一劫[11]

## 嫌犯
陳彥翔，即屋主小兒子，汽修科畢業，已婚，育有二子一女，有詐欺、竊盜及毀損等前科。。

## 反應
事發後，因時任市長林智堅確診新冠病毒而隔離，由時任新竹市副市長沈慧虹前往靈堂慰問，大媳婦家屬要求制裁嫌犯。
8口人四度燒燙傷，不再進行解剖。許多民眾也帶著鮮花糖果悼念此次身亡的小孩。
新竹縣縣長楊文科表示「新竹生活圈，感同身受。」致送慰問金予家屬。

## 審判

### 一審
新竹地檢署以「泯滅天良、毫無人性」建請法院判處死刑。2023年9月28日，新竹地方法院宣判，陳彥翔遭判處死刑，褫奪公權終身，須賠償1186萬元，全案可上訴。

### 二審
2024年1月11日，由台灣高等法院開庭審理，陳彥翔態度不佳，向法官說出：「沒點燃汽油過怎知傷害嚴重」，往生者家屬希望維持死刑原判。3月7日第2次開庭，陳彥翔態度冷靜，庭上呈現兩段警方用密錄器錄下的蒐證影片，將成為他能否「逃死」的關鍵證據。4月25日第3次開庭，陳彥翔承認縱火，但否認殺人，並向法院聲請「修復式司法」。合議庭將於7月24日傳喚3名負責鑑定的證人到庭作證。
11月1日言詞辯論，台灣高等檢察署檢察官詹常輝論告，主張陳有放火主觀犯意、殺人直接故意，他從找油桶、買油、點火冷靜安排，還騙過加油站員工，心思細密，明知放火會造成傷亡卻執意為之，不顧被害人中還有4個小孩。法律扶助基金會派出林俊宏、陳雨凡、陳志寧律師替陳彥翔辯護。陳志寧指陳彥翔是因為點燃的衛生紙「太燙」才扔掉，鑄成大錯，非有意殺人。律師陳雨凡以最高法院108年度台上字第3146號刑事判決，認為一審未給予陳自首減刑，判決違誤。她說，警察到現場時還不知道是誰縱火，因為陳母報案時只說「我兒子在倒汽油」，警察也想知道發生什麼事，而陳彥翔說「我縱的火，趕快啦」。
12月11日，高等法院審酌證據，顯示他哭求警員救妻兒，顯露懊悔自責又向警員借槍自盡等，認定為真實自首，改判無期徒刑，全案仍可上訴。
12月11日在二審宣判後，陳男大嫂的母親林姓婦人、陳彥翔妻子的2名姐姐在犯罪被害人保護協會新竹分會陪同接受媒體訪問表示，無法接受判決結果。林姓婦人發布「我的孩子在火海中喊救命，他卻冷眼旁觀」信件，闡述對司法的盼望以及身為被害者母親，對女兒死亡不捨的心情。信中表示，每當夜深人靜，總是會想起女兒最後的模樣，也想著才11個月大的外孫女還未認識這個世界即離去，這是多麼心碎的場景。她的女兒（陳彥翔的大嫂）抱著年幼的孩子，在無處可逃的火場裡身亡，陳彥翔冷眼旁觀，這是天理難容的畫面，至今讓她夜不能眠，痛徹心扉。大法官已明確指出死刑合憲，此案是造成8條人命死亡的滅門慘案，若連這樣冷血、殘忍的犯行都能免死，什麼案件才能判死刑，而死刑存在的意義為何。
2025年2月6日，最高法院駁回檢方上訴，維持台灣高等法院的無期徒刑判決，全案定讞。由於一審判處死刑，二審改判無期徒刑，此案在社會上引發討論。部分罹難者家屬對判決結果表達不滿，認為應維持死刑判決；另一方面，支持廢除死刑的法律界人士則認為，法院判決符合「自首減刑」原則，並依據現行法律作出裁決。

## 後續
2025年1月26日，林筠霏的妹妹於社交平台Threads發文，控訴姊夫陳彥瑀在姊姊遇害半年後展開新戀情，並於交往兩年後再婚。她批評姊夫未尊重亡妻及家屬，引發網路熱議與爭議。
1月27日，針對小姨子的指控，陳彥瑀的哥哥已正式向警方提告，控告小姨子妨害名譽，並於社交平台發表9點聲明進一步回應。他表示，針對小姨子公開指控的部分內容已對家族造成傷害，強調自己從未刪除亡妻與子女的相關貼文，只是隱藏，因為難以承受回憶失去至親的痛苦。
在聲明中，他對此前在社交平台上發表的「餘生是你，晚點沒關係」等言論造成的不佳觀感表示道歉，並向亡妻家屬致歉，解釋該言論的本意是感謝現任妻子在困難處境中接受自己，而非對亡妻不敬。他還提到自己在事件發生後已配合分配保險金和存款，但仍遭到前岳母的多次索取與情緒勒索。
陳彥瑀最後懇請外界停止過度揣測與惡意造謠，並強調自己與父親也是事件受害者，希望能重新開始生活，同時保留對誹謗言論的法律追訴權。
然而，林筠霏的母親則對這個說法提出反駁。她在1月28日社群平台Threads上發文，指控陳家曾在靈堂上承諾將保險金全數交給自己與家人，事後卻反悔，僅支付127萬元，並領走248萬元保險金及存款14萬元。她進一步表示，陳彥瑀的母親曾向林筠霏借款40萬元投資股票，卻從未歸還，而以女兒名義獲得的善款和奠儀等，也未曾交付娘家。她批評陳家父子「夠狠」，強調自己將對陳彥瑀的相關發言提告，控告其妨害名譽與誹謗罪。